# Garbeg
Das piktische Hügelgräberfeld von Garbeg in der Nähe von Drumnadrochit im Glen Urquhart in Inverness-shire in Schottland besteht aus 17 mit Heidekraut bedeckten, nahezu ausschließlich runden eisenzeitlichen Cairns, die von Gräben umgeben sind. Sie befinden sich am Rande eines Feldsystems auf einem Land, das anscheinend nicht kultiviert worden ist. Der Rest einer ehemaligen Rundhütte liegt am Westrand der Gruppe.

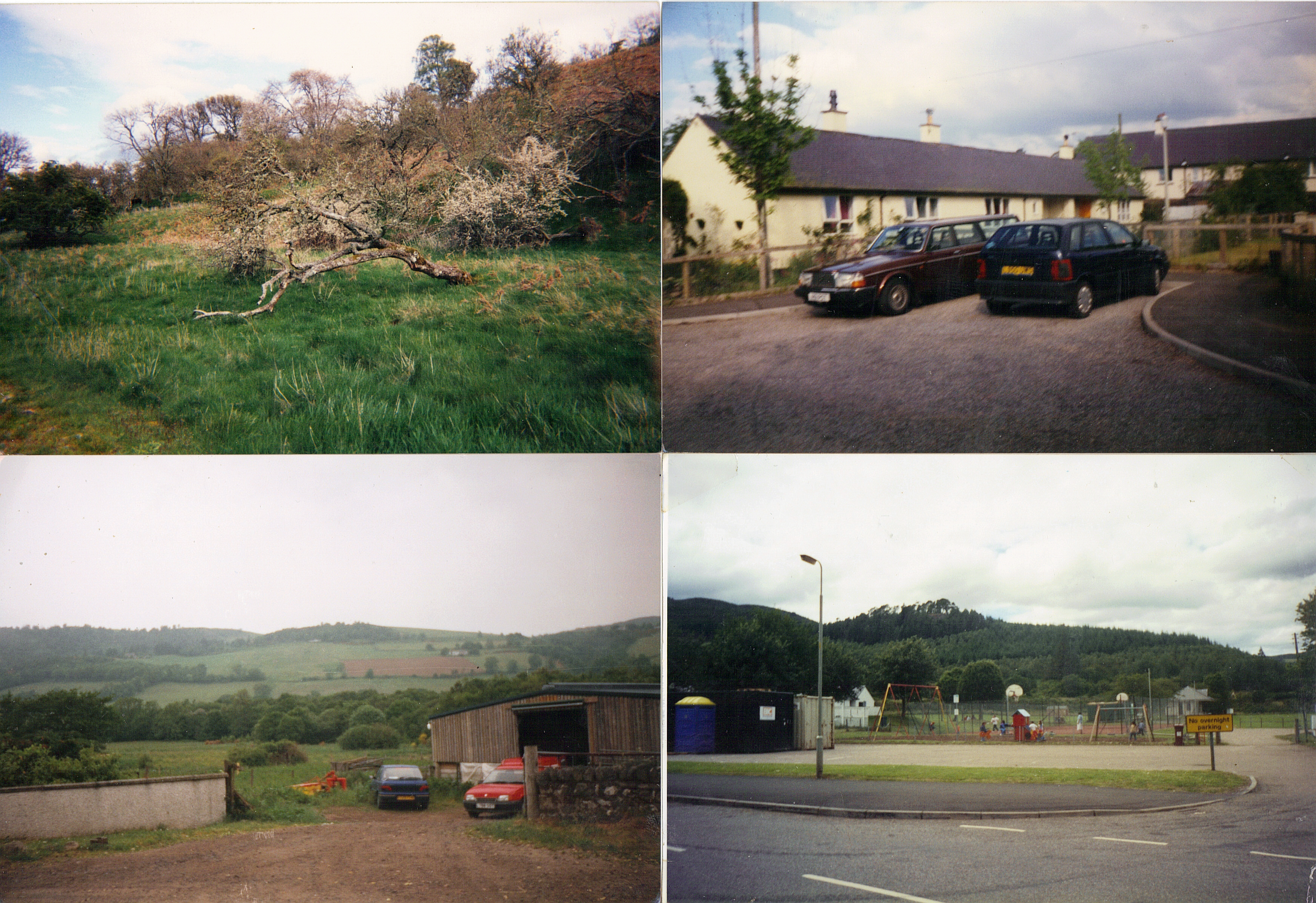
Drumnadrochit

Mit Ausnahme von „Cairn A“ variieren die zwischen den Mitten der Gräben gemessenen Durchmesser zwischen 7,4 m und 4,0 m. Die ebenen Steinhügel der Cairns sind und zwischen 0,2 m und 0,8 m hoch. „Cairn A“ hat 8,5 m Durchmesser und ist 0,2 m hoch. Sein Graben wird im Südosten von einem etwa 2,0 m breiten Damm unterbrochen. Der Graben von „Cairn B“ ist 0,9 m breit und 0,3 m tief. Alle anderen Gräben sind 0,6 m breit und 0,3 m tief. Der Graben von „Cairn C“ umschließt einen quadratischen Cairn von etwa 4,5 × 4,5 m. Der Graben von „Cairn D“ umschließt einen verbundenen rechteckigen Cairn von 12,0 × 5,0 m mit einer Trennmauer. Der Zweck der unrunden Anlagen ist unsicher, aber sie scheinen zeitgleich mit den runden Cairns entstanden zu sein. Die „Cairns E“, „F“ und „G“ sind verunstaltet. „Cairn H“ wurde 1974 durch den Landbesitzer zerstört. Er fand in der Mitte, unmittelbar unter dem Rasen, das Fragment einer Sandsteinplatte (jetzt im Inverness Museum), die Teile eines Halbmondes und eines V-Stabes als eingeschnittene Symbole trägt. Der Rest des Steinhügels wurde von L. E. Wedderburn ausgegraben, der den runden Graben beschreibt. Wedderburn hat auch den quadratischen „Cairn J“ teilweise ausgegraben. An den Ecken befindet sich je ein kleiner aufrechter Felsblock. Die Seiten sind durch flache Gräben gekennzeichnet, die kurz vor den Ecksteinen enden. Im Inneren befindet sich ein kleiner rechteckiger mit Schuttsteinen gefüllter Bereich, der von Steinen abgegrenzt ist, die anscheinend früher an der Kante standen.
Wedderburn behauptet, dass es in dieser Gruppe noch mehr Cairns gibt. In der Nähe gibt es zwei verdächtige Buckel. Aber der einzige andere, der definitiv identifiziert werden kann, liegt isoliert, etwa 82 m nördlich des Hüttenkreises B. Es scheint ein Cairn mit 3,5 m Durchmesser und 0,4 m Höhe zu sein, der auf einer runden Plattform von 0,1 m Höhe angeordnet ist und von einem seichten Graben mit einem Durchmesser von 7,8 m umgeben ist, der durch einen Weg, der ihn durchschneidet, gestört ist. Es gibt keine beigeordnete Mauer, wie von Wedderburn angegeben. Die Mauern, auf die er sich bezieht, sind Teil einer Ballung von Mauern eines 250 × 120 m großen Feldsystems, in dem die Cairngruppe liegt.
In der Nähe liegt die Steinkiste von Drumnadrochit.